# Max Knipping
Max Édouard Hubert Knipping, né le 24 octobre 1892 à Reims et mort au fort de Montrouge à Arcueil le 18 juin 1947, fusillé pour sa participation active à la Milice française, est un aviateur français, combattant de la Première Guerre mondiale, puis collaborateur de l'Allemagne nazie durant la Seconde Guerre mondiale.

## Biographie
Les informations sur son enfance et son adolescence sont presque inexistantes.
Max Édouard Hubert Knipping est né à Reims dans une famille originaire des Pays-Bas. Il suit des études secondaires mais les interrompt avant le baccalauréat.

### Première Guerre mondiale
Devenu pilote d'avion, il revient de la Première Guerre mondiale en héros : officier de la Légion d'honneur, Croix de guerre 1914-1918 avec cinq citations et deux blessures.

### Entre-deux-guerres
Dès la fin de la guerre, l'ingénieur centralien Pierre-Georges Latécoère (1883-1943) fonde à Toulouse la Compagnie générale aéropostale qui crée puis exploite les lignes Toulouse-Casablanca, Casablanca-Dakar (via Agadir, Cap Juby, Villa Cisneros, Port-Étienne, Saint-Louis-du-Sénégal) et Rio de Janeiro-Recife au Brésil. Il embauche Max Knipping qui y rencontrera Antoine de Saint-Exupéry, alors chef d'aéroplace de CapJuby-Tarfaya.
Également pilote d'essai, Max Knipping bat plusieurs records mondiaux. Ainsi, le 27 octobre 1927, sur Caudron C.109, il bat un record de distance parcourue, avec 1 581 kilomètres. Il met fin à sa carrière d'aviateur en 1933 et devient un temps agent d'assurances. Il totalise alors 5 200 heures de vol. Il crée une usine d'accumulateurs électriques dans sa ville natale, et se marie avec Paulette Bleret en 1943. Il n'aura pas d'enfant. 
Il sympathise avec Joseph Darnand qui l'envoie dans le Languedoc faire passer des armes depuis l'Italie fasciste vers les putschistes de Francisco Franco, mais également intercepter et détruire celles à destination des républicains espagnols. En liaison avec un couple de journalistes franquistes (Josep Pla et sa compagne norvègienne Adi Enberg, membres du SIFNE), il met en place à Marseille un réseau de renseignement ayant pour but d'identifier et d'envoyer par le fond les navires venant en aide aux républicains espagnols.

### Seconde Guerre mondiale
Au début de la Seconde Guerre mondiale, Max Knipping est mobilisé en septembre 1939 en qualité de capitaine aviateur au groupe de bombardement 2/12. Il participe à la bataille de France. Le 2 juin 1940 il est cité à l'ordre de l'armée et reçoit sa deuxième croix de guerre. Démobilisé à la base aérienne d'Istres après l'armistice du 22 juin 1940, il retrouve son usine de Reims détruite par un bombardement ennemi. Sur les conseils de son ami Joseph Darnand, il s'installe donc avec son épouse à Avignon où il ouvre une boutique de photographe, rue Bouquerie. 
En 1943, Knipping est chef général du Service d'ordre légionnaire du Vaucluse (S.O.L.). Puis il est nommé chef départemental de la Milice française, fonction dans laquelle il entretient des rapports cordiaux avec le préfet Darbou. Au printemps 1943, il est nommé chef régional de la Milice, en poste à Marseille. Il quitte ses fonctions en février 1944 à la demande de Darnand. C'est le Docteur Bonnefoy, un futur Waffen-SS, qui lui succède en Vaucluse. Il est nommé Délégué général du maintien de l'ordre en Zone Nord pour la Milice française par son ami Darnand.
On le retrouve le 2 septembre 1944 dans l’ancien Camp de concentration de Natzweiler-Struthof, le lieu que les Allemands ont choisi pour y regrouper la Milice, avec Jean Filiol, Marcel Gombert, Jean Degans, Henry Charbonneau ainsi que la quasi-totalité des autres chefs miliciens. Il s'exile par la suite à Sigmaringen, où ce sera le dernier refuge du collaborationnisme français auprès de Fernand de Brinon, Joseph Darnand, Pierre Laval, et du Maréchal Philippe Pétain et de sa femme Annie Pétain.
```
il est jugé et exécuté en 1947. Il lui est principalement reproché, bien qu'il l'ait nié à son procès en 
février 1947
, d'avoir organisé l'assassinat de 
Georges Mandel
, le 
7 juillet 1944
 en 
forêt de Fontainebleau
, pour venger l'assassinat, le 
28 juin
 précédent, du ministre de l'Information, 
Philippe Henriot
.
```

## Distinctions
- Officier de la Légion d'honneur
- Croix de guerre 1914-1918 (5 citations)
- Croix de guerre 1939-1945 (1 citation)